# امباداگاتی
امباداگاتی (به انگلیسی: Ambadagatti) یک منطقهٔ مسکونی در هند است که در کارناتاکا واقع شده‌است.